# Giacinto Gigante
Pour les articles homonymes, voir Gigante.
Giacinto Gigante (Naples, 1806 - Naples, 1876) est un peintre et graveur italien, surtout connu pour ses paysages.

## Biographie
Né dans une famille de peintres (son père Gaetano et ses deux frères, Ercole et Achille sont également peintres), Giacinto Gigante est naturellement initié à cet art par celle-ci.
Il poursuit ensuite ses études auprès de Raffaele Carelli auprès de qui il s'initie à l'art du paysage. Il commence alors à réaliser de nombreuses vues de Naples et ses environs, réalisés surtout à l'aquarelle et sur le motif. Il entre alors en contact avec Anton Sminck Pitloo dont il devient l'ami et disciple. C'est à travers l'influence de Pitloo qu'il développe son art du paysage et fonde la Scuola di Posillipo, école de peinture qui annonce déjà l'impressionnisme.
Dans les années 1830, il devient un peintre reconnu et reçoit de nombreuses décorations tant dans les Deux-Siciles qu'à l'étranger. Sa période la plus féconde s'ouvre alors, entre 1830 et 1860. Il meurt à Naples en 1876.

## Œuvres

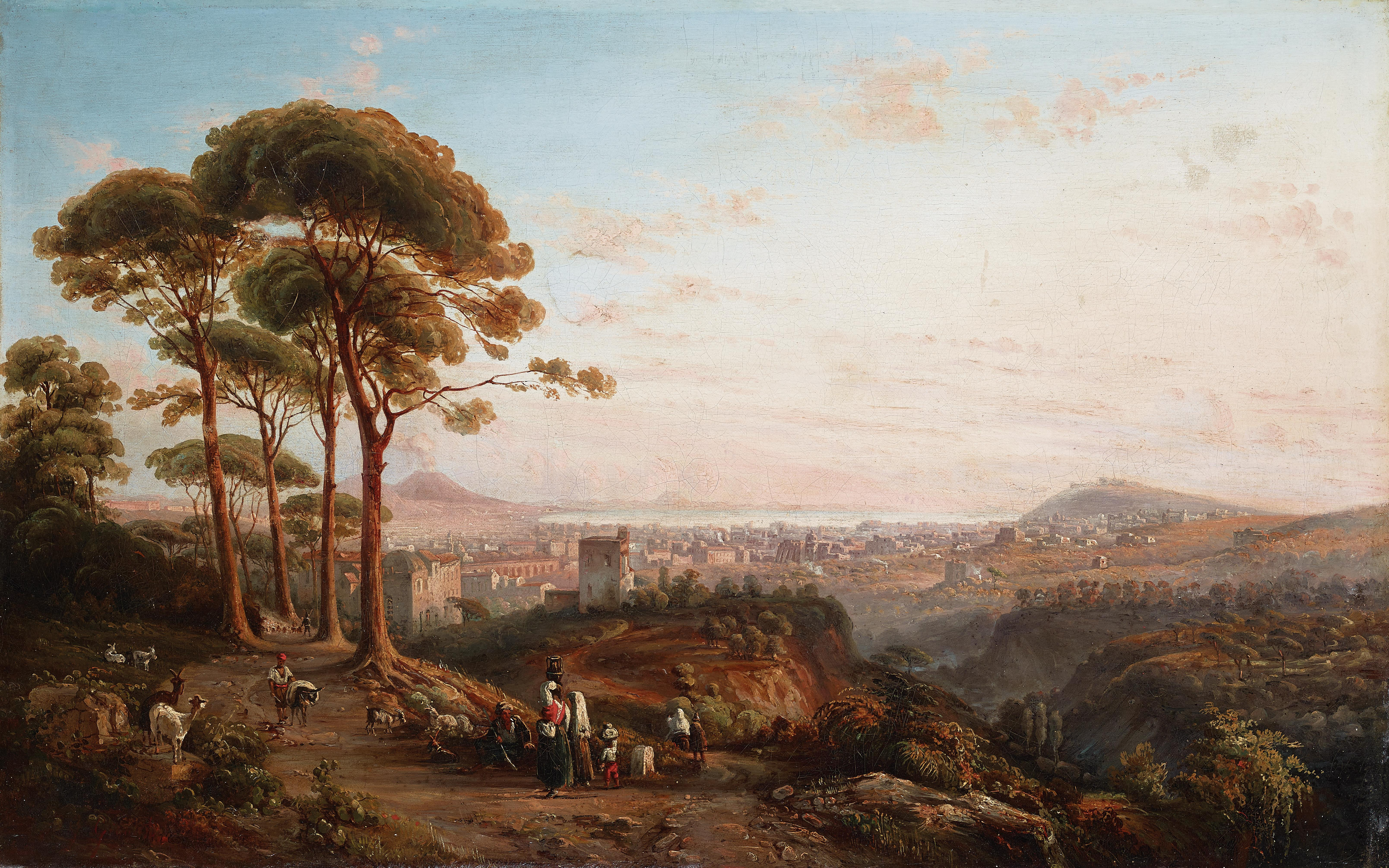
Vue de Naples, collection particulière.

De nombreuses œuvres de Gigante se trouvent au Musée Correale à Sorrente, ainsi que dans les musées de Naples et de la République de Saint-Marin.